# Санта Луча (Фиренца)
Санта Луча је насеље у Италији у округу Фиренца, региону Тоскана.
Према процени из 2011. у насељу је живело 104 становника. Насеље се налази на надморској висини од 700 м.